# Miguel Sousa Tavares
Miguel Sousa Tavares (Porto, 25 giugno 1952) è uno scrittore e giornalista portoghese, figlio della più nota Sophia de Mello Breyner Andresen, vincitrice del Premio Camões nel 1999. Dopo aver studiato Giurisprudenza, intraprende la carriera di giornalista, scrivendo di tanto in tanto anche alcuni saggi. Ha debuttato come romanziere con il romanzo Equador, best seller nel 2003 con oltre 220 000 copie vendute. Ha scritto anche storie e racconti per bambini molto apprezzati; collabora con il settimanale politico Expresso (and Público before that) e con il quotidiano sportivo Bola, per il quale stende un resoconto settimanale sull'andamento della F.C. Porto, sua squadra del cuore.

## Opere principali
- Equador, 2003; Equatore, Roma, Cavallo di Ferro, 2006
- Anos Perdidos, 2001
- Não Te Deixarei Morrer, David Crockett, 2001
- Sul, Viagens, 2004
- O Segredo do Rio, 2004
- Um Nómada no Oásis
- O Dia dos Prodígios
- O Planeta Branco, 2005
- Rio das Flores, 2007; Fiume dei fiori, Roma, Cavallo di Ferro, 2008
- No Teu Deserto, Oficina do Livro, 2009; Nel tuo deserto, Roma, Cavallo di Ferro, 2011
- Ukuhamba, Oficina do Livro, 2010
- Ismael e Chopin, Oficina do Livro, 2010
- Madrugada suja, 2013; Alba sporca, Neri Pozza, 2014